# Йени Линд
Йохана Мария Линд, с псевдоним Йени Линд, е шведска оперна певица, сопрано.

## Биография
Линд получава музикалното си образование в музикалното училище на Адолф Фредрик Линдблад в Стокхолм. Провежда много турнета, някои от които в различни европейски страни. В днешна Германия тя среща Феликс Менделсон, който пише оратория за нейния глас.
С Линд се свързва Финиъс Барнъм с предложение за участия. Първоначално тя се колебае, но впоследствие приема, след като обещаният хонорар е 150 000 щатски долара за 150 концерта. Тя пристига в Ню Йорк през септември 1850 г.
Ханс Кристиан Андерсен е бил влюбен в Линд и ѝ е предлагал брак няколко пъти, но тя винаги е отказвала. Смята се, че приказката му „Славеят“ е посветена на нея.
Първият концерт на певицата в Съединените щати се провежда в Castle Garden, като събира около 6000 души. Печалбата от концерта е голяма, делът на Линд в допълнение към нейната заплата е над 10 000 щатски долара. След Ню Йорк Бостън е планиран като следваща дестинация. Организаторът Барнъм продава на търг билети за концерта там. Най-скъпият билет е продаден за 625 щ.д. След това Барнъм организира 150 концерта, но Линд не участва във всички от тях. Тя изнася концерти и в Куба, първият от който не е особено успешен, за разлика от втория.
Линд се жени за пианиста Ото Голдшмид през 1852 г. в Съединените щати. По-късно двойката се премества в Англия и Линд умира в Устършър на 2 ноември 1887 г.